# Giovani Calciatori Vigevanesi 1927-1928
Questa pagina raccoglie i dati riguardanti la Giovani Calciatori Vigevanesi nelle competizioni ufficiali della stagione 1927-1928.

## Rosa
| N. |                     | Ruolo | Calciatore        |
| -- | ------------------- | ----- | ----------------- |
|    | Italia (bandiera)   | A     | Angelo Azzimonti  |
|    | Italia (bandiera)   | C     | Giovanni Biglieri |
|    | Italia (bandiera)   | C     | Bricchetti        |
|    | Italia (bandiera)   | D     | Antonio Da Sacco  |
|    | Italia (bandiera)   | A     | Ganimede          |
|    | Italia (bandiera)   | P     | Giuseppe Giussani |
|    | Italia (bandiera)   | A     | Achille Malaspina |
|    | Svizzera (bandiera) | A     | Felice Martinelli |

| N. |                   | Ruolo | Calciatore          |
| -- | ----------------- | ----- | ------------------- |
|    | Italia (bandiera) | D     | Lucilio Masera      |
|    | Italia (bandiera) | A     | Maurizio Monticelli |
|    | Italia (bandiera) | D     | Michele Paleari     |
|    | Italia (bandiera) | A     | Pietro Pazzi        |
|    | Italia (bandiera) | A     | Guido Röss          |
|    | Italia (bandiera) | C     | Valentino Sala      |
|    | Italia (bandiera) | A     | Scaringi            |
|    | Italia (bandiera) | D     | Zecchi              |